# Bogusława Mańkowska
Bogusława Bogumiła Mańkowska z Dąbrowskich (ur. 18 marca 1814 w Paryżu, zm. 14 kwietnia 1901 w Poznaniu) – polska pisarka i pamiętnikarka.
Córka Jana Henryka Dąbrowskiego (1755-1818), polskiego generała i Barbary Florentyny Chłapowskiej (1782-1848). Siostra Bronisława (1815-1882), przyrodnia siostra Jana Michała (1783-1828).
Dnia 3 grudnia 1835 roku w Częstochowie poślubiła Teodora Mańkowskiego (1816-1855), ziemianina, założyciela domów handlowych. Z małżeństwa urodziła się m.in. Barbara Kwilecka z Mańkowskich (1845-1910), wielkopolska działaczka narodowa i Napoleon Ksawery Mańkowski (1836-1888), inżynier, powstaniec styczniowy i poseł.
Kształciła się w Warszawie, następnie w Dreźnie.
Autorka "Pamiętników", omawiających czasy Królestwa Kongresowego, wydane w Poznaniu w latach 1880-1883.